# Jani Christou
Pour les articles homonymes, voir Christou.
Yánnis Chrístou (en grec : Γιάννης Χρήστου, 8 janvier 1926 à Héliopolis (Égypte) - 8 janvier 1970 à Athènes), connu à l’étranger sous le nom de Jani Christou, est un compositeur grec. 